# Manuel Rivera-Ortiz

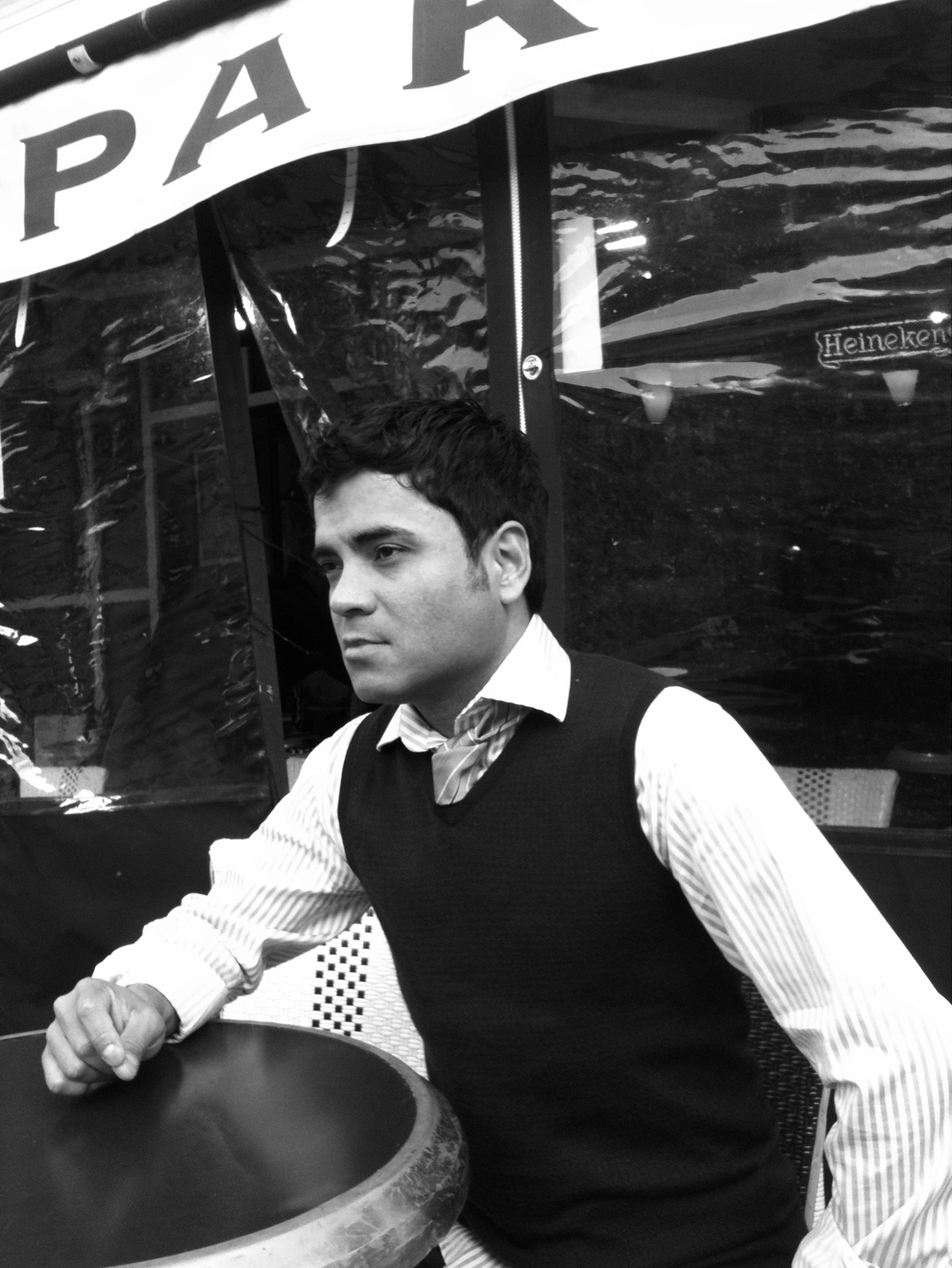
Manuel Rivera-Ortiz, Parigi, 2009

Manuel Rivera-Ortiz (Guayama, 23 dicembre 1968) è un celebre fotografo documentarista statunitense.

## Biografia
Rivera-Ortiz nasce in una famiglia povera nel “Barrio” di Pozo Hondo, nella periferia della città di Guayama sulla costa caraibica di Porto Rico. È cresciuto in una baracca senza acqua corrente con il pavimento in terra battuta. Suo padre lavorava come picador (raccoglitore a mano) nei campi di canna da zucchero di Central Aguirre Machete nei giorni del declino dell'industria dello zucchero di Porto Rico, e dopo la raccolta dello zucchero o la stagione del raccolto, ha lavorato come lavoratore agricolo stagionale nel New England (USA), e gli Stati Uniti a metà degli Stati Atlantico.  Quando Rivera-Ortiz aveva 12 anni il padre si trasferì con i bambini verso il continente americano a Holyoke, nel Massachusetts, con la speranza di una vita migliore. Rivera-Ortiz ha frequentato classi nelle scuole Mt Holyoke e Springfield College come parte del Summer Migrant Education of Massachusetts, dove ha avuto la possibilità di seguire i suoi primi corsi di fotografia e cinema. Successivamente la famiglia si è trasferita a Rochester, nello Stato di New York. Nonostante sia di madrelingua spagnola, Rivera-Ortiz si è laureato cum laude in letteratura inglese al Nazareth College nel 1995, ed ha conseguito la laurea in giornalismo presso la Columbia University Graduate School of Journalism nel 1998. Ha lavorato per importanti testate giornalistiche, come ELLE magazine, e la Democrat and Chronicle della Gannett Corporation. La sua carriera si è quindi indirizzata verso il foto reportage e la fotografia documentarista. Rivera-Ortiz ora vive tra Rochester, New York e Zurigo.

## Opere
Rivera-Ortiz è riconosciuto internazionalmente per il suo lavoro di socio-fotografia documentaria sulle condizioni di vita quotidiana nei paesi meno sviluppati. I suoi immagini si trovano in collezioni permanenti di vari musei, tra cui la George Eastman House International Museum of Photography and Film ed il Kunstmuseum di Berna. Nel 2004, gli è stato assegnato En Foco New Works Photography Award e nel 2007, è stato anche l'artista dell'anno premiato dal Consiglio per le Arti e la Cultura della Greater Rochester, New York (Arts and Cultural Council for Greater Rochester, New York). Nel 2002, Rivera-Ortiz ha fotografato a Cuba, confrontando le condizioni che vi aveva trovato a Porto Rico nel corso della sua gioventù. Ha esposto fotografie che illustrano la dignità della casta dei dalit (paria o intoccabili) in India e gli Aymara che vivono negli altipiani aridi della Bolivia. Ha inoltre al suo attivo diverse mostre del suo lavoro fotografico in Kenya e Turchia. L'Università di Porto Rico, in collaborazione con il Museo dell'Arte di Porto Rico, ha recentemente messo in evidenza l'originale lavoro di Rivera-Ortiz in corsi sulla fotografia contemporanea. Nel 2009 Rivera-Ortiz ha fondato la Fondazione Internazionale per la Fotografia di Manuel Rivera-Ortiz con lo scopo assegnare un riconoscimento ai fotografi il cui lavoro sia diretto a mostrare la povertà nel mondo.

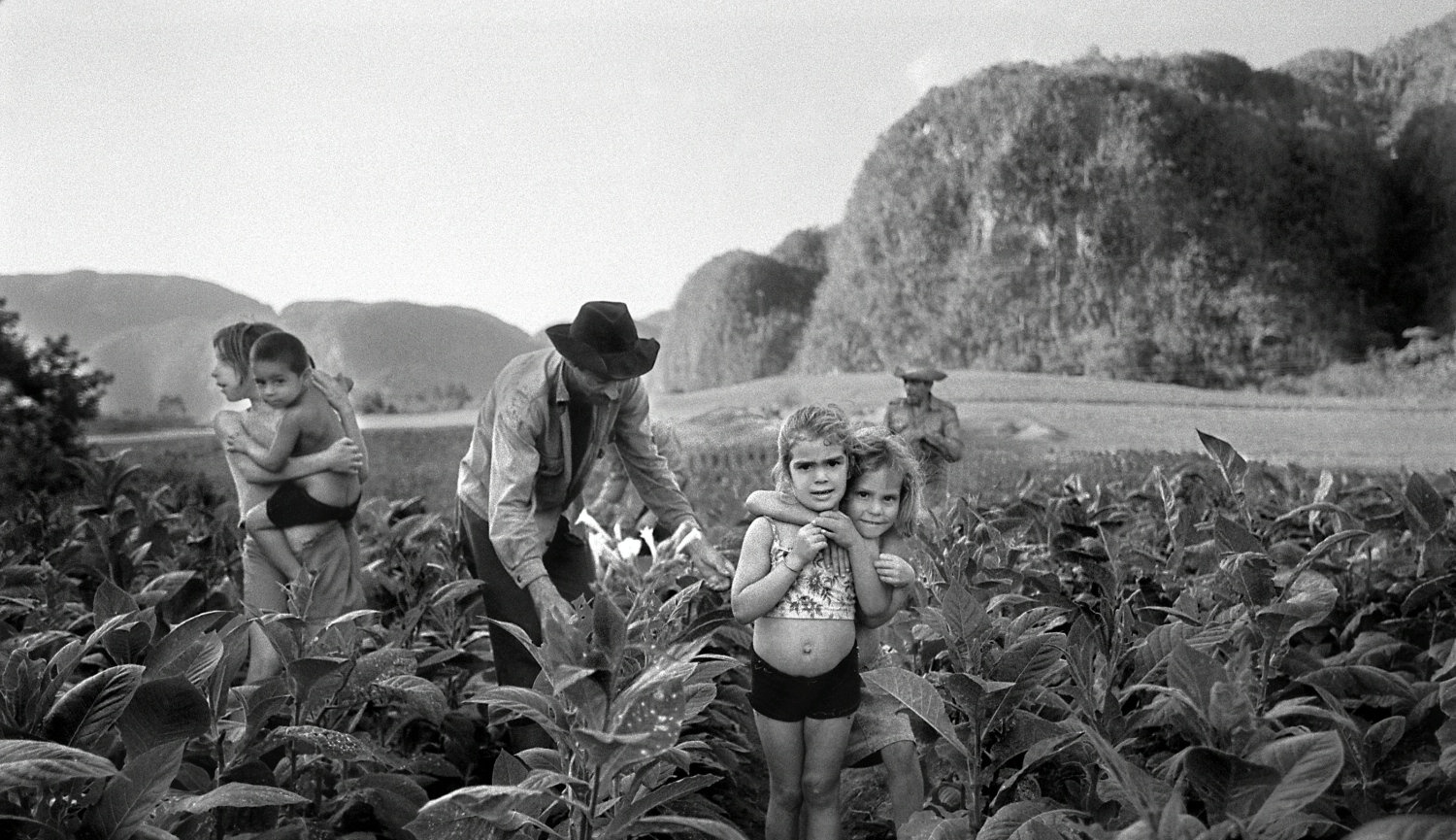
Tabacco raccolto, Valle Viñales, Cuba 2002

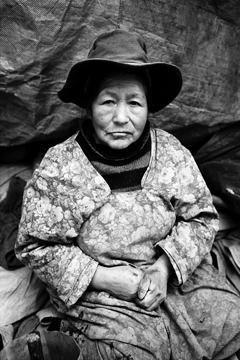
Widow Of The Mines, Potosí, Bolivia 2004

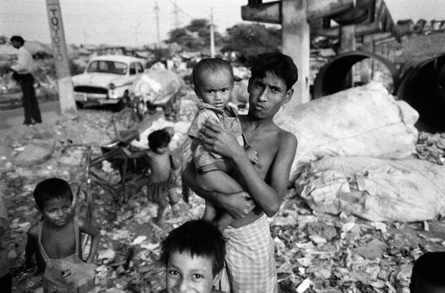
City Dump, Yamuna River Slum, Delhi, India 2005

## Mostre
- 2008 Swiss Re, Zurigo, Svizzera
- 2008 Nuyorican Poets Cafe, New York, NY
- 2007 Memorial Art Gallery, Rochester, NY
- 2007 William Whipple Art Gallery, Southwest Minnesota State University, Marshall, MN
- 2007 Joseph Pulitzer Columbia University Graduate School of Journalism, New York, NY
- 2007 Il Museo Francisco Oller y Diego Rivera, Buffalo, NY
- 2004 Link Gallery, City Hall, Rochester, NY
- 2004 Weitman Gallery, Washington University, St. Louis, MO

## Mostre collettive
- 2007 Art Off The Main, Art Expo, Puck Building, New York, NY
- 2007 The Gallery Center, Miami Dade College, Wolfson Campus, Miami, FL
- 2006 George Eastman House, Rochester, NY
- 2005 Chelsea Art Museum, New York, NY
- 2003 Credit Suisse, New York, NY

## Collezioni
- Columbia University Graduate School of Journalism, New York, NY
- George Eastman House, Rochester, NY [8]
- Lehigh University Art Galleries, Bethlehem, PA [16]
- Swiss Re, Zurigo, Svizzera

## Citazioni
"L'ironia delle mie foto è che tali immagini da sempre mi ricordano il mio passato. Ma la vita va avanti indipendentemente dalle difficoltà incontrate durante la crescita. Ecco perché faccio queste foto oggi, per dare la voce che a me è stata data, a chi, come me allora, ancora oggi vive in condizioni di povertà."—Manuel Rivera-Ortiz
"Durante i primi 12 anni della mia vita, non sapevo cosa significasse avere qualcosa. Per gran parte della mia vita, ho vissuto in baracche senza acqua corrente, energia elettrica, forno, frigo, con servizi comuni ... In una delle nostre case, addirittura avevamo un pavimento di terra ... in effetti non ho mai neppure toccato un telefono fino che dall'isola siamo andati negli Stati Uniti. Eravamo sempre in costante movimento in un modo o nell'altro, da casa nostra a quella di parenti quando la situazione diventava difficile. Quando tutto sembrava sistemato eravamo nuovamente in movimento! Cambiare la scuola era la cosa peggiore. Nei miei 12 anni ho cambiato una mezza dozzina di scuole con tutto lo scompiglio che ne conseguiva. Mi stupisce che oggi finalmente abbia finito la scuola in regola e con tutti gli onori. È stata una grande benedizione, nonostante tutte le difficoltà."—Manuel Rivera-Ortiz
"Ciò che è davvero palpabile e che distingue le immagini di Ortiz Rivera è la sua profonda umanità. Il cuore lo sa. Il cuore di Rivera-Ortiz lo porta a riconoscere in un angolo di una strada di un remoto villaggio, l'universale nel particolare. È in grado di immortalare da un paesaggio uno sguardo, un cielo, un fiume, venditori di spezie sulla strada, una madre e un figlio, un uomo senza un braccio. Manuel Rivera-Ortiz rende possibile per noi di viaggiare con lui e vedere cose non sempre evidenti ad occhio dell'uomo. Egli ci porta a vedere al di là di queste verità così semplici. Il suo primo valore di vivere la vita come la sua, e poi portare al resto di noi un invito pressante ad aprire nostri cuori."—Susana Tubert, produttore esecutivo e cofondatore di TeatroStageFest (Manhattan)
"Le fotografie di Manuel Rivera-Ortiz di persone che vivono nei villaggi poveri provenienti dalla Turchia, Thailandia, Bolivia e l'India non falsificano o idealizzano la povertà in qualsiasi modo esplicito per criticare i sistemi politici o economici che creano queste condizioni. Concentrandosi esclusivamente sulle persone che popolano i villaggi più poveri del mondo che visita, cattura l'intera gamma delle emozioni umane: la diffidenza, la paura, curiosità, amicizia, felicità. Una certa critica sociale, può trasparire sotto la superficie del suo lavoro, ma il messaggio principale delle immagini di Rivera-Ortiz sembra essere che speranza e creatività non siano mutuamente esclusive della povertà."—Nick Stillman, Editor, New York Foundation for the Arts, "Current"

## Pubblicazioni
- India - A Celebration of Life, Heidelberg, Kehrer Verlag, 2015. ISBN 978-3-86828-609-0.[6][7]
- A New Documentary. The Manuel Rivera-Ortiz Foundation for Documentary Photography & Film, 2013. ISBN 978-0-9896053-0-4.
- Percepciones en Blanco & Negro - Colombia, Ediciones Adéer Lyinad, 2009 Fotografia Colombiana
- Voices in first person, Simon & Schuster, 2008, ISBN 1-4169-8445-3 Simon & Schuster
- A Journey of Self-Discovery, Rangefinder Magazine PDF-Online
- An Interview with Photographer Manuel Rivera-Ortiz, Interview in Buffalo Rising, su archive.buffalorising.com. URL consultato il 5 marzo 2010 (archiviato dall'url originale l'8 luglio 2011).
- Viajeros: North American Artist / Photographers' Images of Cuba, Lehigh University Art Galleries, 2005